# Muhàmmad ibn Àhmad an-Nasawí
Xihab-ad-Din Muhàmmad ibn Àhmad ibn Alí ibn Muhàmmad an-Nassawí al-Khurandizí az-Zaydarí o, més senzillament, an-Nassawí (m. en 1249) fou el secretari i biògraf del xa de Coràsmia Jalal-ad-Din Manguberti (Mangubirti, Mingirni), nascut a Khurandiz prop de Zaydar, dependència de Nasa al Khurasan. Nasa fou la primera ciutat del Khurasan que va caure en mans dels mongols i al-Nasawi va fer l'entrega d'un valuós tribut per allunyar als mongols i després va ajudar un funcionari corasmi i en premi va rebre una iqtà que li va concedir Izlagh Xah, hereu del xa de Coràsmia Alà-ad-Din Muhàmmad.
Va entrar al servei del senyor feudal de Nasa, Ikhtiyar al-Din Zangi ibn Muhàmmad ibn Umar ibn Hamza (que va recuperar la zona al marxar els mongols) i va servir com enllaç amb l'exèrcit del general corasmi Inandj Khan, que primer va derrotar a un destacament mongol a Nasa, però després fou derrotat pels mongols a la plana entre Djurdjan i Astarabad (1222/1223).
Fou llavors naib de Nusrat al-Din Hamza ibn Muhàmmad ibn Hamza ibn Umar, successor de Zangi. En la rivalitat entre els fills del xa de Coràsmia, Nusrat al-Din va prendre partit per Djalal al-Din contra Giyath al-Din, que va enviar contra ell al general Doluk o Tuluk, fill d'Inandj Khan i Nasawi fou enviat com mediador, però abans d'arribar va saber que la meitat dels caps militars havien abandonat a Ghiyath al-Din per unir-se a Djalal al-Din, i ell mateix es va unir a aquest i va oferir al seu wazir Xaraf al-Mulk els diners que tenia per Ghiyath al-Din; el wazir va ordenar a Doluk aixecat el setge de Nasa però aquesta ja havia caigut en mans dels atacants i Nusrat al-Din havia mort a la lluita.
Des de llavors va servir a Djalal al-Din; el 1225 fou nomenat katib al-ixba, després de la caiguda de Maragha. Va adquirir una posició d'influència considerable i va acabar substituint a Diya al-Mulk Ala al-Din Muhàmmad ibn Mawdud com a wazir de Nasa. Diya al-Din va organitzar un complot aliat a Xaraf al-Mulk però Djalal al-Din va donar suport a Nasawi; Diya al-Din va morir poc després.
Llavors fou enviat a Alamut per demanat al dai local de fer la khutba en nom de Djalal al-Din. Després va anar a Tabriz on residia Djalal al-Din; quan van arribar els mongols, va fugir amb el xa de Coràsmia cap al Mughan. Va intentar la submissió de la vila rebel de Gandja i va negociar ajut d'al-Muzaffar Ghazi, emir aiúbida de Mayyafarikin. Després de la darrera batalla el 1231, Nasawi es va refugiar a Amida, on fou empresonat breument per l'emir ortúquida. Després va anar a Irbil, a Mardin, i a Mayyafarikin i finalment cap a l'Iraq on es va unir al general corasmi Berke Khan del que fou wazir fins que el general va morir el 1246 en lluita contra els egipcis. Es va retirar a Alep on va morir vers el 1249.
Va escriure dues obres: Nafhat al-masdir (el 1234/1235) i Sirat as-sultan Jalal-ad-Din Magirní, una història del xa de Coràsmia en àrab (1241/1242).